# سلطان‌آباد (بخش مرکزی شهرستان ارومیه)
سلطان‌آباد روستایی در دهستان دول بخش مرکزی شهرستان ارومیه استان آذربایجان غربی ایران است.

## جمعیت
بر پایه سرشماری عمومی نفوس و مسکن در سال ۱۳۹۵ جمعیت این روستا ۱۱۸ نفر (۳۰خانوار) بوده‌است.